# Bhojpur (huyện của Nepal)
Bhojpur (tiếng Nepal:भोजपुर) là một huyện thuộc khu Kosi, vùng Đông Nepal, Nepal. Huyện này có diện tích 1507 km², dân số thời điểm năm 2001 là 203018 người.

## Dân số
Biến động dân số giai đoạn 1952-2001:
| Năm    | 1952   | 1961   | 1971   | 1981   | 1991   | 2001   |
| ------ | ------ | ------ | ------ | ------ | ------ | ------ |
| Dân số | 229231 | 252660 | 194506 | 192689 | 198784 | 203018 |